# 开拓者一号运载火箭
开拓者一号运载火箭也被称为开拓-1（KT-1），是由中国航天科工集团航天固体运载火箭有限公司自筹资金研制的第一代开拓者系列四级全固体运载火箭，是中国首次由非政府投资研制航天固体运载火箭。开拓者一号发展自东风-21弹道导弹，在该导弹直径1.4公尺的一、二级发动机基础上增加了直径1公尺的三级和直径0.65公尺的四级发动机，可将约50千克的有效载荷送至约400公里的太阳同步轨道。
开拓者一号方案论证工作开始于1990年代初，于2000年5月立项。研制该型火箭的主要目的是技术演示验证，用于启动型号技术和产业化工作。开拓者一号具有可机动发射、操作简单、发射速度快等特点，可用于发射重量为100公斤以下的各种近地轨道小卫星及微小卫星，最快可在12小时之内将小卫星送入轨道。

## 发射纪录
| 飞行次序 | 火箭序号 | 有效载荷        | 发射时间 （协调世界时） | 目标轨道      | 发射地点                      | 发射结果         |
| -------- | -------- | --------------- | ----------------------- | ------------- | ----------------------------- | ---------------- |
| 1        | 遥一     | 清华大学PS1卫星 | 2002年9月15日 10时30分  | 近地极轨道    | 太原卫星发射中心 一号发射阵地 | 失败             |
| 2        | 遥二     | 清华大学PS2卫星 | 2003年9月16日           | 近地极轨道    | 太原卫星发射中心 一号发射阵地 | 基本成功         |
| 不明     | 不明     | 清华大学PS3卫星 | 2005年6月9日            | 近地极轨道    | 太原卫星发射中心 一号发射阵地 | 不明             |
| 不明     | 不明     | 动能弹头        | 2007年1月11日           | 风云一号C卫星 | 西昌卫星发射中心              | 成功摧毁实验目标 |